# Музей истории Десятинной церкви
Музе́й исто́рии Десяти́нной це́ркви (МИДЦ) — историко-археологический музей расположенный в Киеве по ул. Обсерваторная, 21а (временно).

## История
Музей открыт в 2012 году и изучает историю, а также исследует фундамент Десятинной церкви. Был создан не постановлением правительства, а приказом министра культуры. Директором музея назначили архидиакона незаконно созданного на территории Десятинной церкви Десятинного монастыря УПЦ МП. Музейные работники через некоторое время написали открытое письмо, в котором утверждали, что «настоящей целью создания музея было не сохранение» Десятинной церкви, а «постройка на ее фундаменте комплекса монастыря УПЦ и „трудоустройство“ его монахов за бюджетный счет».

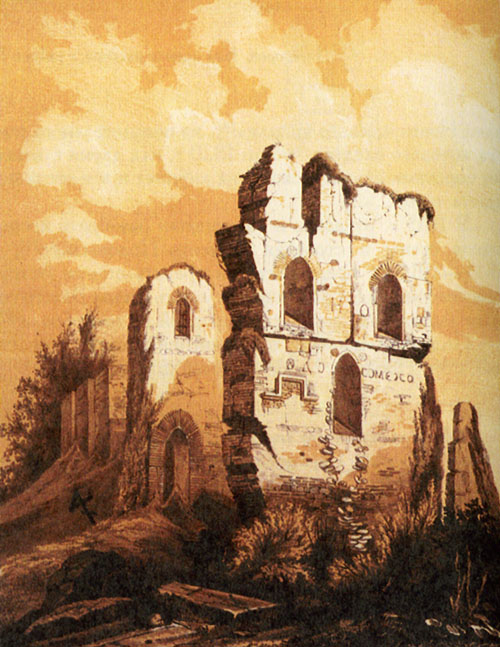
Руины Десятинной церкви на рисунке 1826 года

## Назначение организации
Музей истории Десятинной церкви создан с целью научных исследований, изучения и популяризации исторического прошлого Украины, ознакомления посетителей и туристов с историей и культурой Древней Руси. В проведении экскурсий используются материалы раскопок на территории первого христианского каменного храма, возведённого в 996 году святым равноапостольным великим князем Владимиром Святославичем.
Первоочередные задачи музея — консервация и музеефикация остатков всех объектов VIII-XIX веков, которые расположены на территории археологического памятника и создание современной экспозиции с использованием материалов НМИУ, ИА НАНУ, ИР НБУВ, ЦДИАК Украины и других. Культурная цель — привлечение внимания общественности к отечественной истории.

## Структура музея
- Научно-исследовательский отдел музеефикации археологических объектов;
- Научно-экспозиционный отдел;
- Научно-исследовательский отдел историко-археологических исследований;
- Научно-исследовательский отдел фондов;
- Научно-экскурсионный отдел и Сектор методической работы;
- Отдел издательской работы.

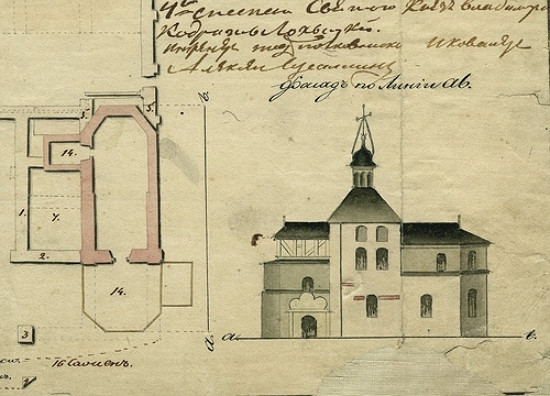
Десятинная церковь, восстановленная по поручению митрополита Петра Могилы в 1635 году

- 988—990-е годы — крещение киевлян святым равноапостольным великим князем Владимиром Святославичем (Великим).
- 991 год — князь Владимир заложил церковь Богородицы Десятинной в Киеве, настоятелем которой был поставлен священник Анастас Корсунянин.
- 996 год — завершение строительства ядра церкви, освящение храма.
- 996—1007-е годы — продолжение строительства Десятинной церкви, к которой были пристроены галереи и экзонартекс.
- 1007 год — перенесение в церковь останков умерших членов семьи князя Владимира — жен Рогниды и Малфриды, сына Изяслава и внука Всеслава Изяславовича.
- 1011 год — смерть жены князя Владимира — византийской царевны Анны и её похороны в мраморном саркофаге в Десятинной церкви.
- 15 июля 1015 год — смерть князя Владимира, перенесение его тела в Десятинную церковь, где он был захоронен в мраморном саркофаге.
- 1018 год — настоятеля Десятинной церкви священника Анастаса, как управителя награбленного в Киеве имущества вывез из Руси король Болеслав.
- 1030-е годы — ремонт Десятинной церкви.
- 1039 год — завершение ремонта, повторное освящение храма Киевским митрополитом Феопемптом.
- 1044 год — перенесение в Десятинную церковь останков братьев князя Владимира — Олега и Ярополка.
- 1078 год — в церкви Богородицы в саркофаге захоронен князь Изяслав Ярославич (по другим данным — в Софии Киевской).
- 1093 год — в Десятинной церкви похоронен князь Ростислав Мстиславич.
- Первая четверть XII века — разрушение стен и перестройка южно-западной части церкви (возможно, после землетрясения 1091 г.).
- 1 мая 1150 года — Десятинную церковь посетили князья Вячеслав Владимирович, Изяслав Мстиславич и Ростислав Мстиславич.
- 28 августа 1150 года — Десятинную церковь посетил галицкий князь Владимир Володаревич.
- 6 мая 1151 года — князья Вячеслав Владимирович, Изяслав Мстиславич и Ростислав Мстиславич снова поклонились Десятинной церкви.
- 12-13 марта 1169 года — разорение церквей Киева, в том числе Десятинной церкви, войсками князя Мстислава Андреевича — сына владимиро-суздальского князя Андрея Юрьевича (Боголюбского).
- 1169—1170-е годы — нападение половцев на городок Полонное под Киевом, который принадлежал Десятинной церкви.
- 5 декабря 1240 год — Десятинная церковь стала последним приютом защитников Киева от монгольских войск Бату-хана.
- 6 декабря 1240 год — под весом большого количества людей, которые скопились на хорах и крыше, Десятинная церковь рухнула.
- 1240-е годы — сразу после погрома был проведён разбор руин церкви; погибших защитников Киева похоронили в братских могилах.
- Вторая половина ХІІІ-XIV веков — обновляется жизнедеятельность вокруг церкви, о чём свидетельствует керамический и нумизматический материал.
- Конец XIV века — первое упоминание о Десятинной церкви послемонгольского периода в «Списке русских городов далеких и близких».
- 1470-е годы — киевский князь Симеон Олелькович, очевидно, возобновил разрушенный Десятинный храм.
- 1482 год — опустошение Киева войсками крымского хана Менгли-Гирея.
- XVI век — жизнь в Старокиевской части города возобновляется, о чём свидетельствуют как археологические (керамические и нумизматические материалы), так и письменные источники.
- 1552 год — на территории Десятинной церкви жили «слуги церковные и люди митрополии».
- 1605 год — в документе есть свидетельство того, что Десятинная церковь имеет название Николая Десятинного и в ней осуществлял богослужения священник «Филипп Одоний». Название Николаевской (рядом с Богородичной) церковь сохранила до XVIII века включительно.
- 1633 год — киевский митрополит святой Пётр Могила отобрал у униатов вместе с Софиевским собором церковь Николая Десятинного.
- 1635 год — по инициативе митрополита Петра Могилы был расчищен фундамент храма, в результате чего были раскопаны гробницы, атрибутованные как захоронения князя Владимира и его жены Анны.
- 1654 год — в Десятинной церкви были установлены: новый престол, жертвенник, «кладень», «горнее место» и кирпичные лавки.
- Конец XVII века — к храму была пристроена деревянная трапезная.
- 1758 год — Десятинная церковь после запустения была обновлена монахиней Киево-Фроловского монастыря старицей Нектарией (княгиней Наталией Борисовной Долгорукой).
- 1820-е годы — покупка земли киевского детинца Александром Семёновичем Анненковым.
- 1823 год — первый археологический сезон Киевского митрополита Евгения (Болховитинова) по исследованию места нахождения Десятинной церкви.
- Октябрь 1824 года — второй археологический сезон митрополита Евгения (Болховитинова) при участии археолога-аматора Кондрата Лохвицкого и протоирея Михаила Кочаровского.
- Март 1825 года — первая научная статья о Десятинной церкви митрополита Евгения (Болховитинова) «План первобытной киевской Десятинной Богородичной церкви с объяснениями оного».
- 1826 год — к раскопкам присоединился архитектор Николай Юхимович, который составил новый план раскопанного фундамента Десятинной церкви.
- 1829 год — первая отдельная публикация о Десятинной церкви «Краткое историческое описание Первопрестольной Соборной Десятинной церкви в Киеве» (автор неизвестен).
- 1828—1842 годы — возведение по проекту Василия Стасова Десятинной церкви в «российско-византийском» стиле.
- 15 июля 1842 года — освящение храма Киевским митрополитом святым Филаретом (Амфитеатровым).
- 1908—1911 годы — раскопки и исследование фундаментов церкви.
- 1936 год — Десятинный храм был уничтожен советской властью (разобран на кирпичи).
- 1981—1982 годы — приведение в порядок остатков храма в честь празднования 1500-летия Киева.
- 1988—1989 годы — в честь 1000-летия Крещения Руси, возле бывшей алтарной апсиды храма X века установлен каменный крест на братской могиле защитников Киева.
- 1996 год — к 1000-летию освящения Десятинной церкви Национальный музей истории Украины издал книгу «Церковь Богородицы Десятинная в Киеве».
- 12.02.2000 года — распоряжение Президента Украины «Про першочергові заходи щодо відродження церкви Богородиці (Десятинної) у м. Києві» (№ 83/2000-рп).
- 17 сентября 2004 года — распоряжение Президента Украины «О музеефикации остатков церкви Богородицы (Десятинной) в г. Киеве» (№ 217/2004-рп).
- 2005 год — экспедиция Института археологии НАН Украины начала новые археологические раскопки фундаментов Десятинной церкви.
- 22 апреля 2006 года — возле исторических фундаментов Десятинной церкви установлен палаточный храм Украинской Православной церкви.
- 1 июня 2007 года — палаточный храм заменён на деревянный.
- 9 июля 2009 года — при малом Десятинном храме Рождества Пресвятой Богородицы открыт мужской монастырь.
- 2011 год — завершение раскопок фундаментов Десятинной церкви и консервация памятника.
- 2012 год — открыт Музей истории Десятинной церкви.

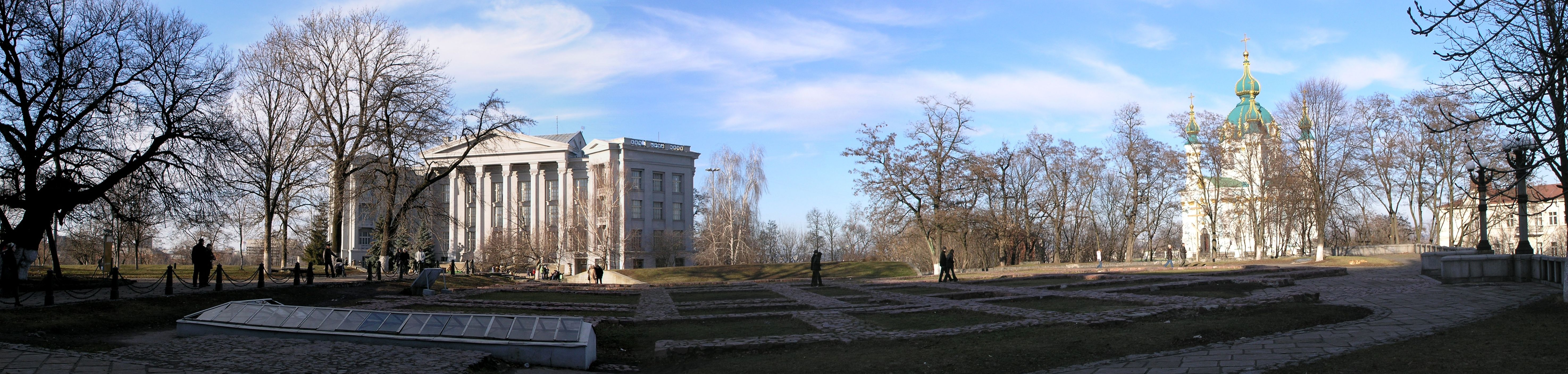
Киев, Старокиевская гора (фундамент Десятинной церкви)